# 사냐렐리
사냐렐리(이탈리아어: sagnarelli, 단수: sagnarello 사냐렐로[*])는 이탈리아의 파스타이다. 사각형을 띤 리본형태이며 가장자리가 뭉툭하다. 크림 소스와 함께 제공되는 것이 보통이다.